# Jardín de Esculturas
El jardín de Esculturas (en catalán: Jardí d'Escultures) se encuentra en la montaña de Montjuïc, en el distrito de Sants-Montjuic de Barcelona, anexo a la Fundación Miró. Se construyó en 1990 con un proyecto arquitectónico de Jaume Freixa y Jordi Farrando, y en 2002 fue reconstruido por Marina Salvador. Contiene obras de escultores como Tom Carr, Pep Duran, Perejaume, Enric Pladevall, Jaume Plensa, Josep Maria Riera i Aragó, Cado Manrique, Ernest Altès, Gabriel Sáenz Romero y Sergi Aguilar.

## Historia
En 1990 surgió una iniciativa para situar un jardín de esculturas en el espacio anexo a la Fundación Miró, la conocida antiguamente como plaza del Sol, donde desde 1909 estaba situada la escultura Manelic de Josep Montserrat, en homenaje al escritor Àngel Guimerà. El acuerdo fue formalizado por Eduard Castellet, presidente de la Fundación Miró, y Luis Alarcón, consejero delegado de la empresa Uralita, que corrió con los gastos de patrocinio. Se encargó de lanzar el proyecto Rosa Maria Marlet, directora de la Fundación Miró, quien acordó con el Ayuntamiento de Barcelona organizar el conjunto dentro de la campaña municipal Barcelona ponte guapa. Marlet fue la encargada de escoger los artistas participantes, dentro de un grupo de entre artistas jóvenes que ya habían expuesto en la Fundación, en el Espai 10. El conjunto, formado por ocho esculturas que se ubicaron junto al Manelic, fue inaugurado el 15 de diciembre de 1990. En 2002, debido al estado de abandono de algunas de las obras, fue necesaria una restauración de todo el conjunto.
Las esculturas colocadas inicialmente eran ocho: Aguja, de Tom Carr; Transparente, el paisaje, de Pep Duran; Ctonos, de Gabriel Sáenz Romero; Tejado, de Perejaume; Gran avión de hélice azul, de Josep Maria Riera i Aragó; Dell'Arte II, de Jaume Plensa; Gran huso, de Enric Pladevall; y Vuelo 169, de Erna Verlinden, que fue retirada en 2002 debido a su deterioro irreversible. En la restauración de 2002 se añadieron tres esculturas más: Génesis, de Ernest Altès; La clase de música, de Cado Manrique; y DT, de Sergi Aguilar. La escultura Dell'Arte II fue robada en 2015.

## Esculturas

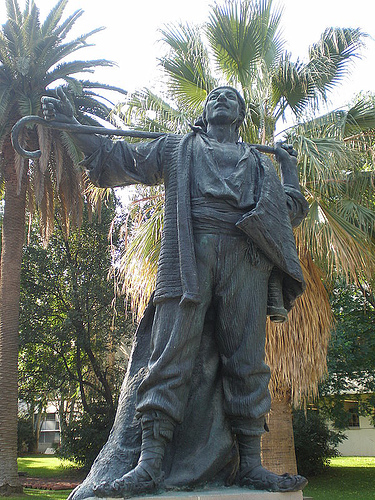
Manelic, de Josep Montserrat.
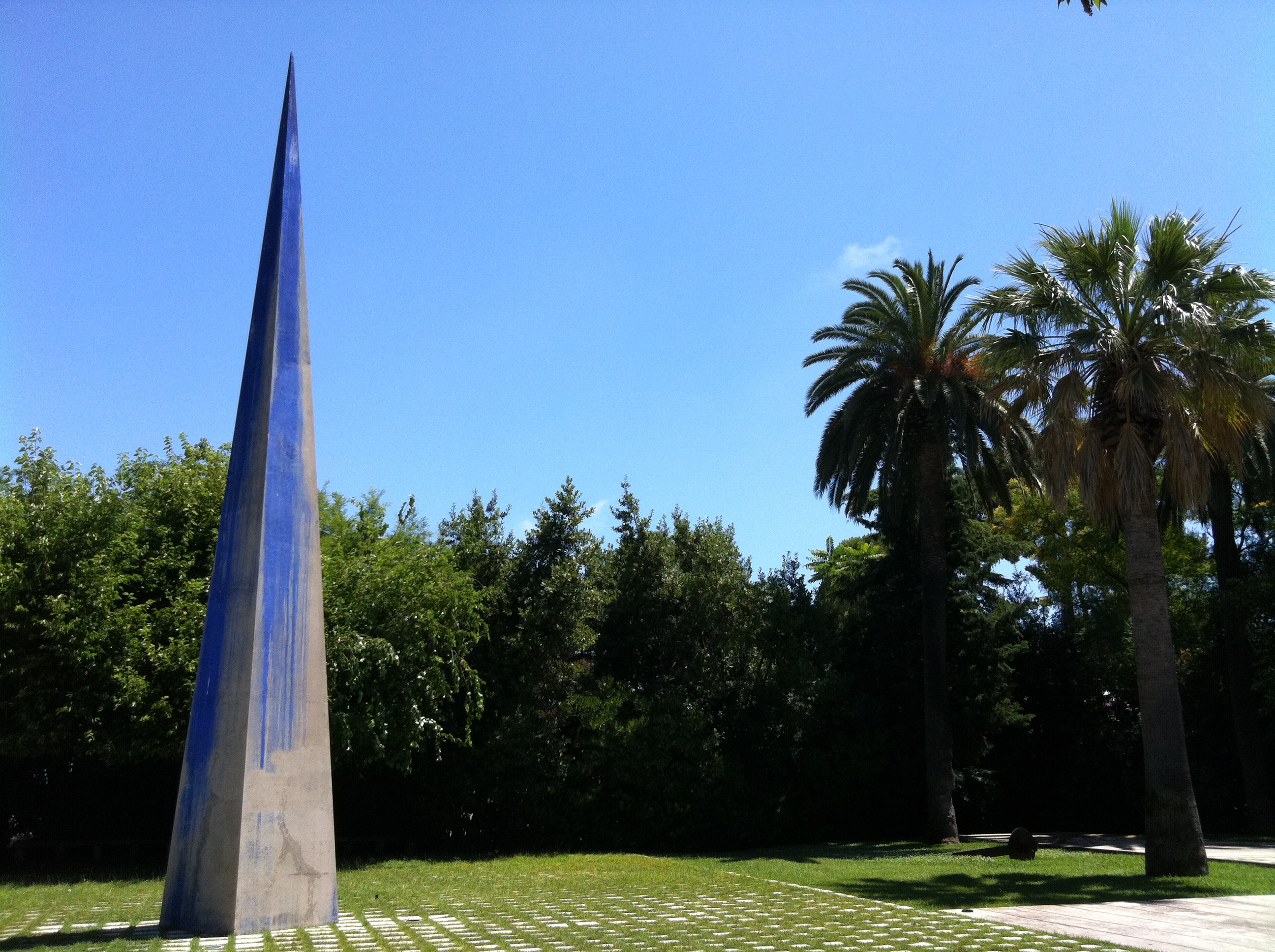
Aguja, de Tom Carr.
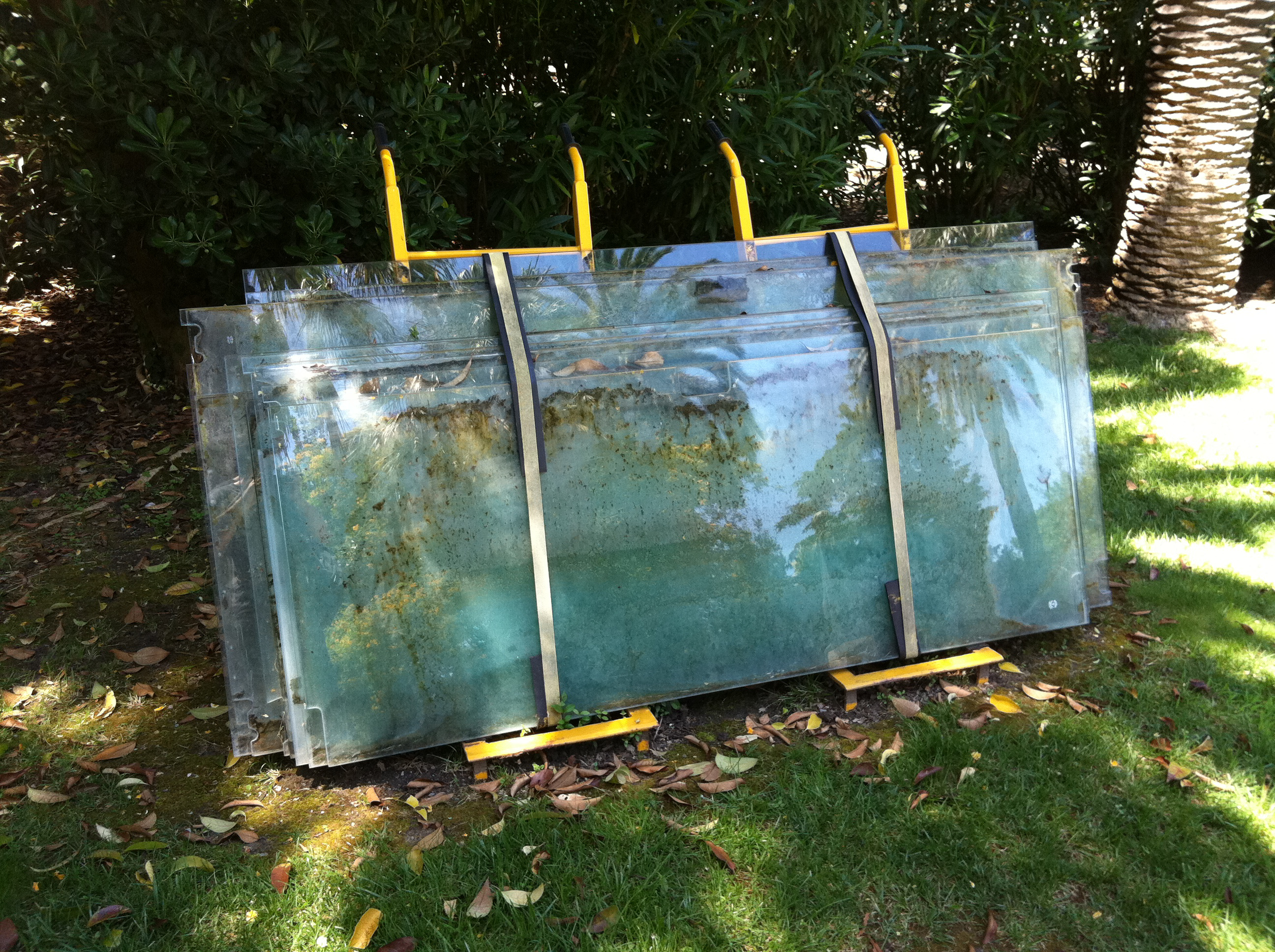
Transparente, el paisaje, de Pep Duran.
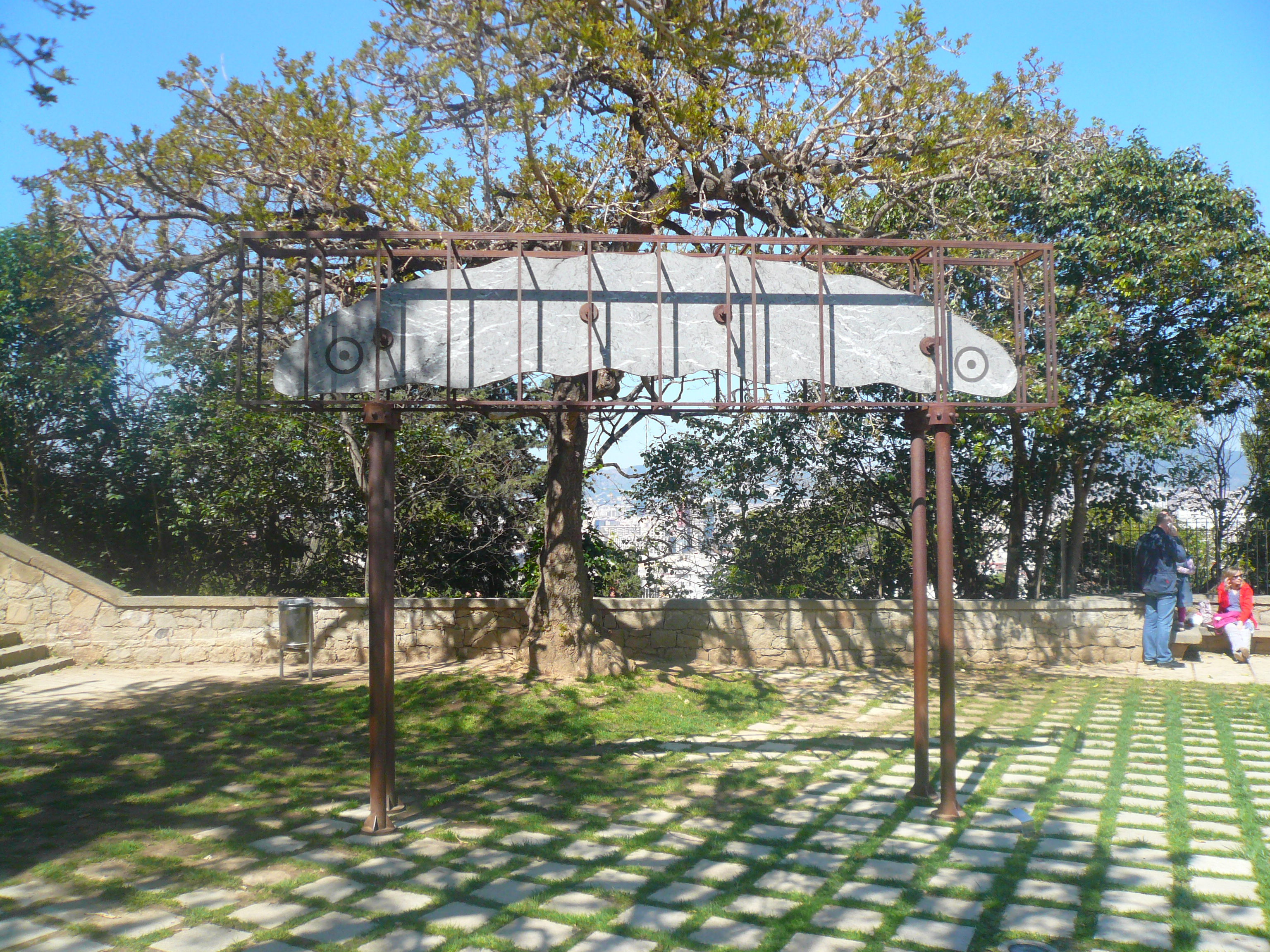
Ctonos, de Gabriel Sáenz Romero.
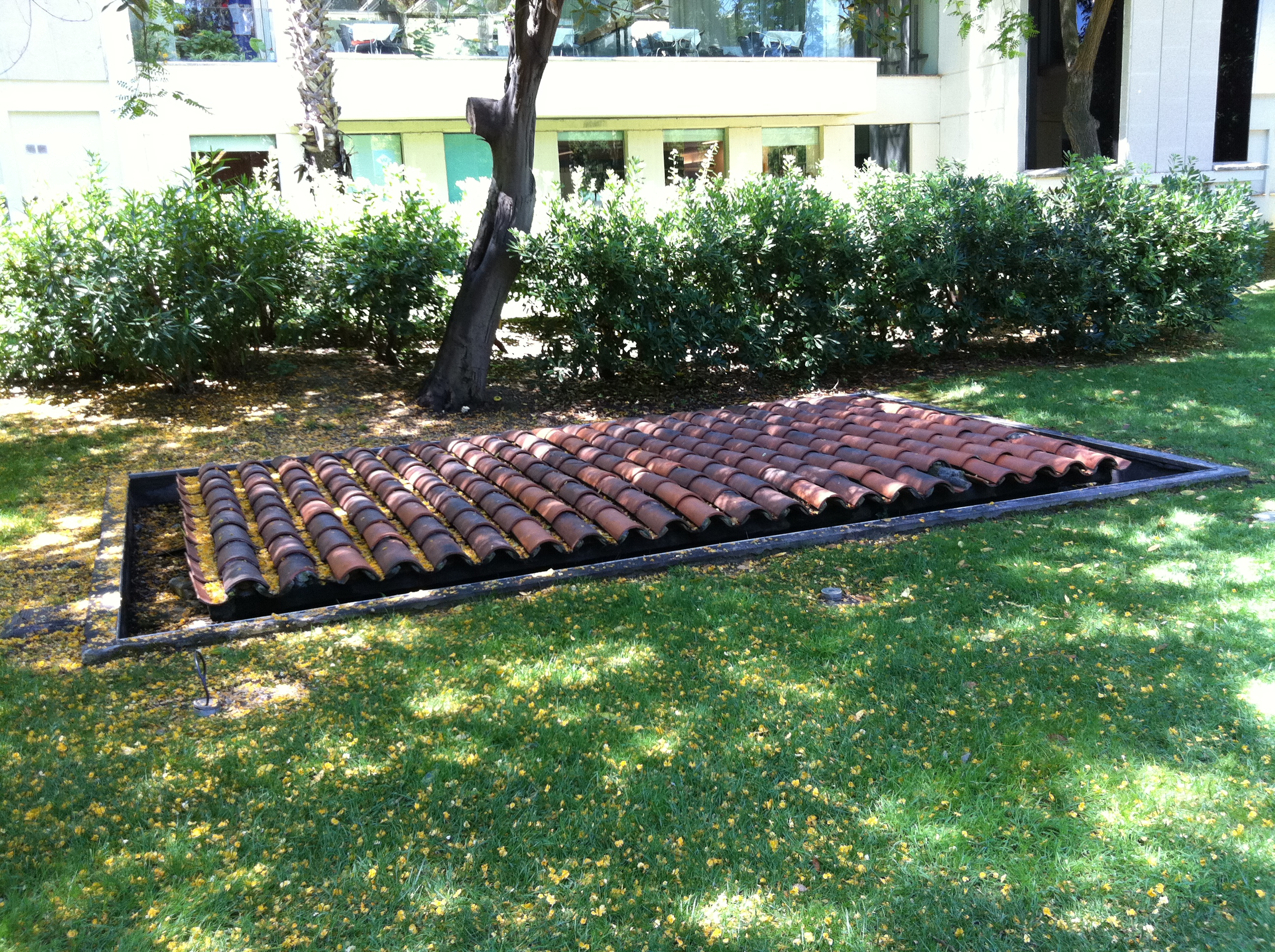
Tejado, de Perejaume.
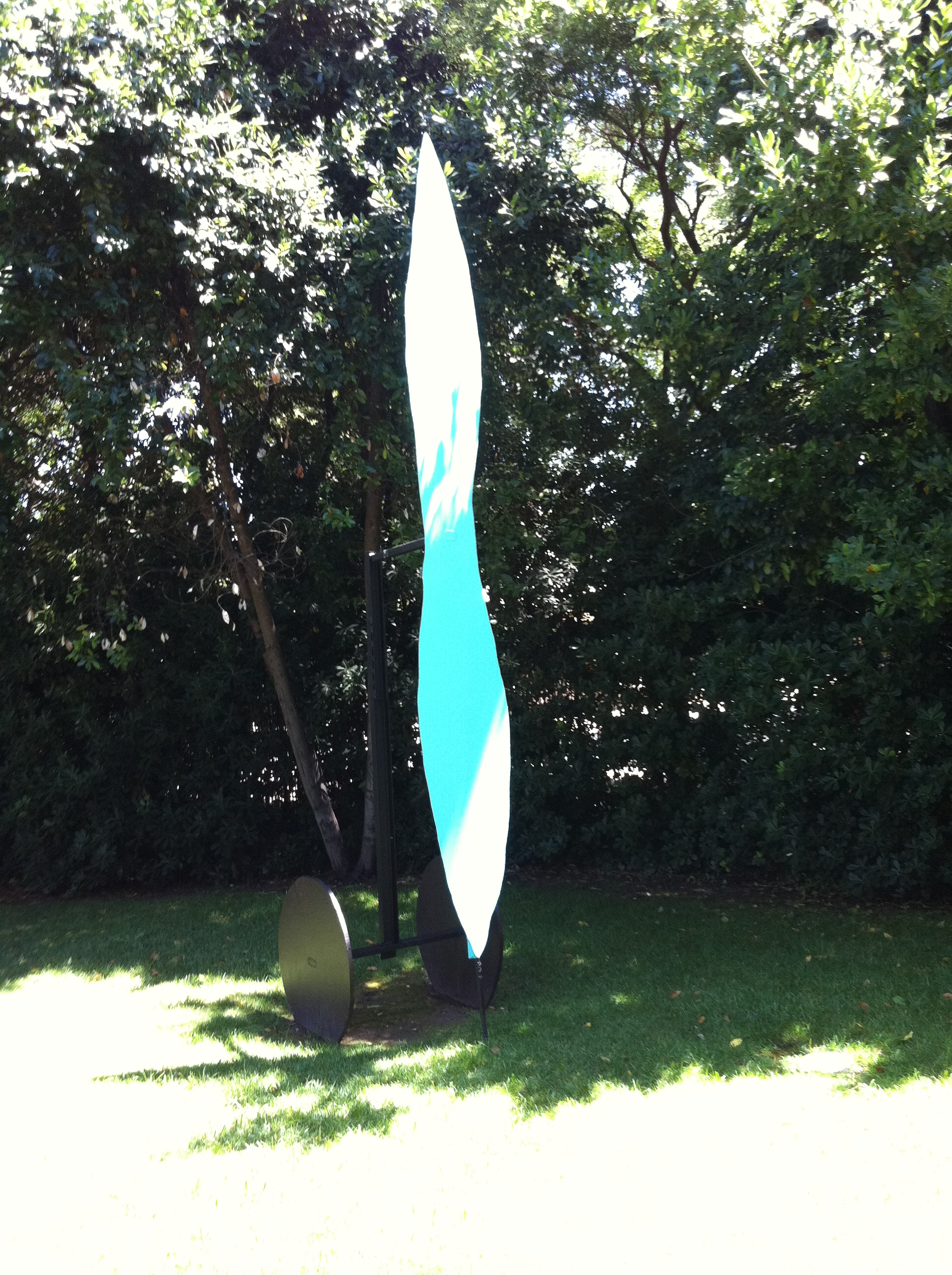
Gran avión de hélice azul, de Josep Maria Riera i Aragó.
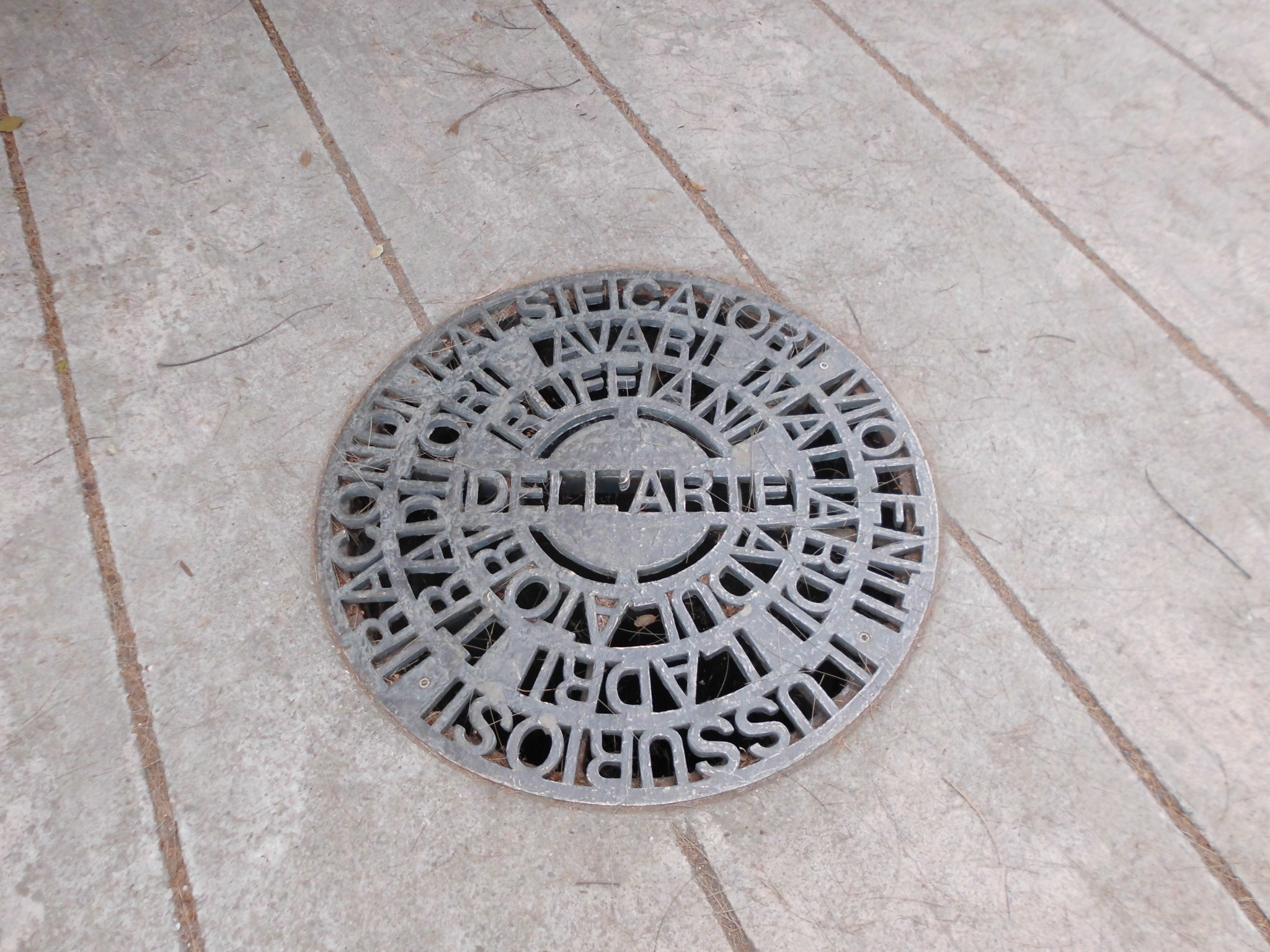
Dell'Arte II, de Jaume Plensa.
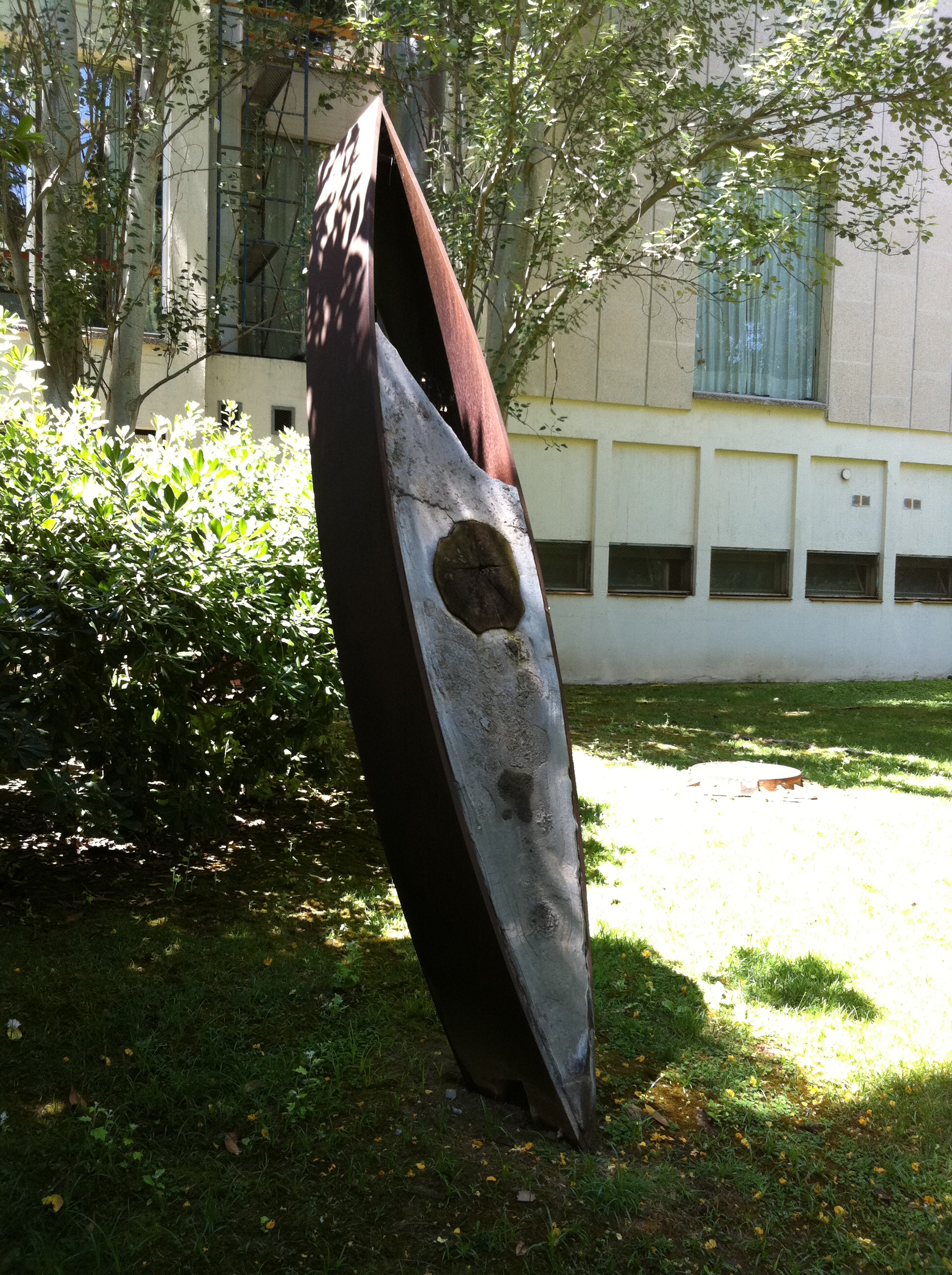
Gran huso, de Enric Pladevall.
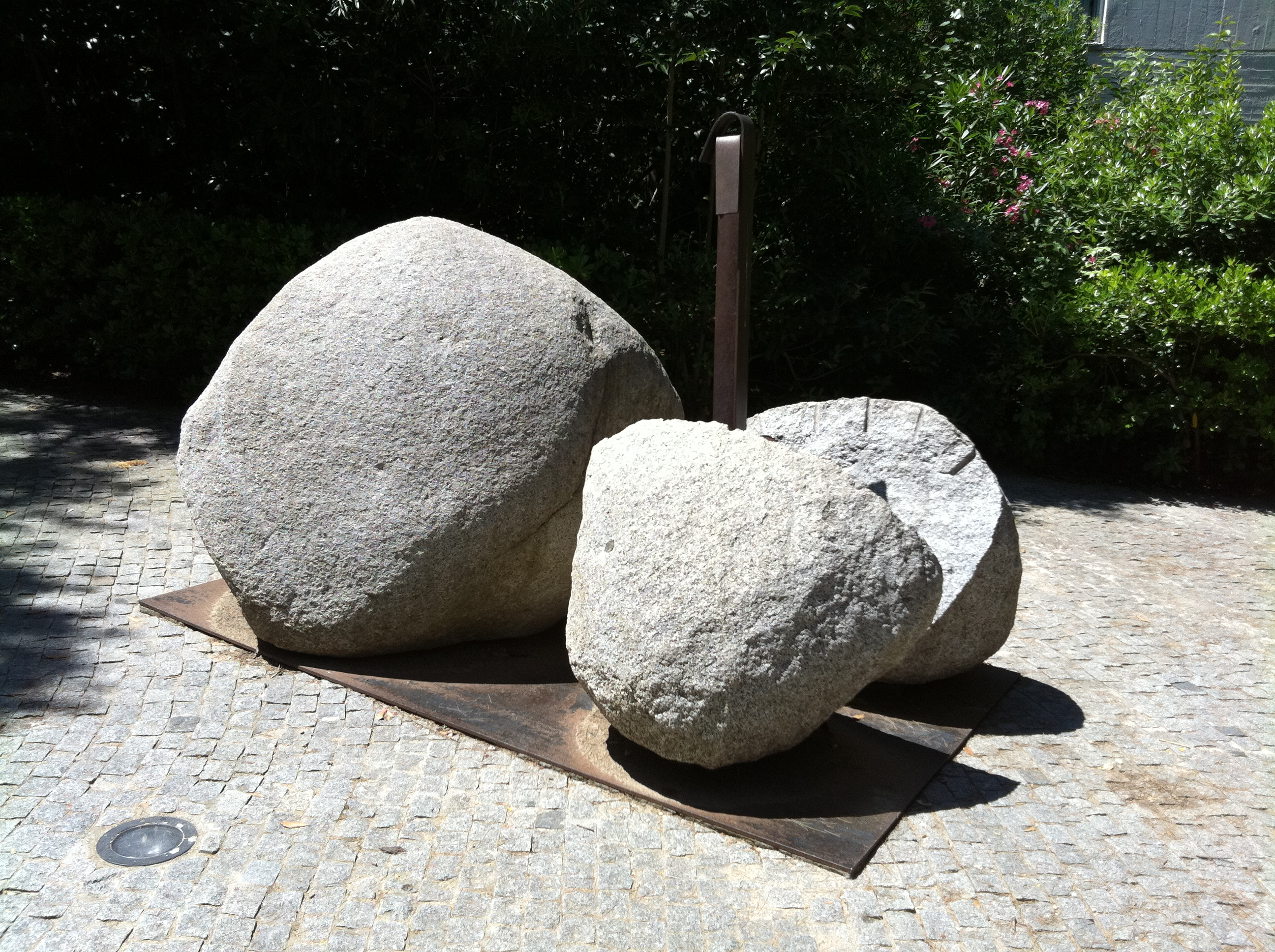
Génesis, de Ernest Altès.
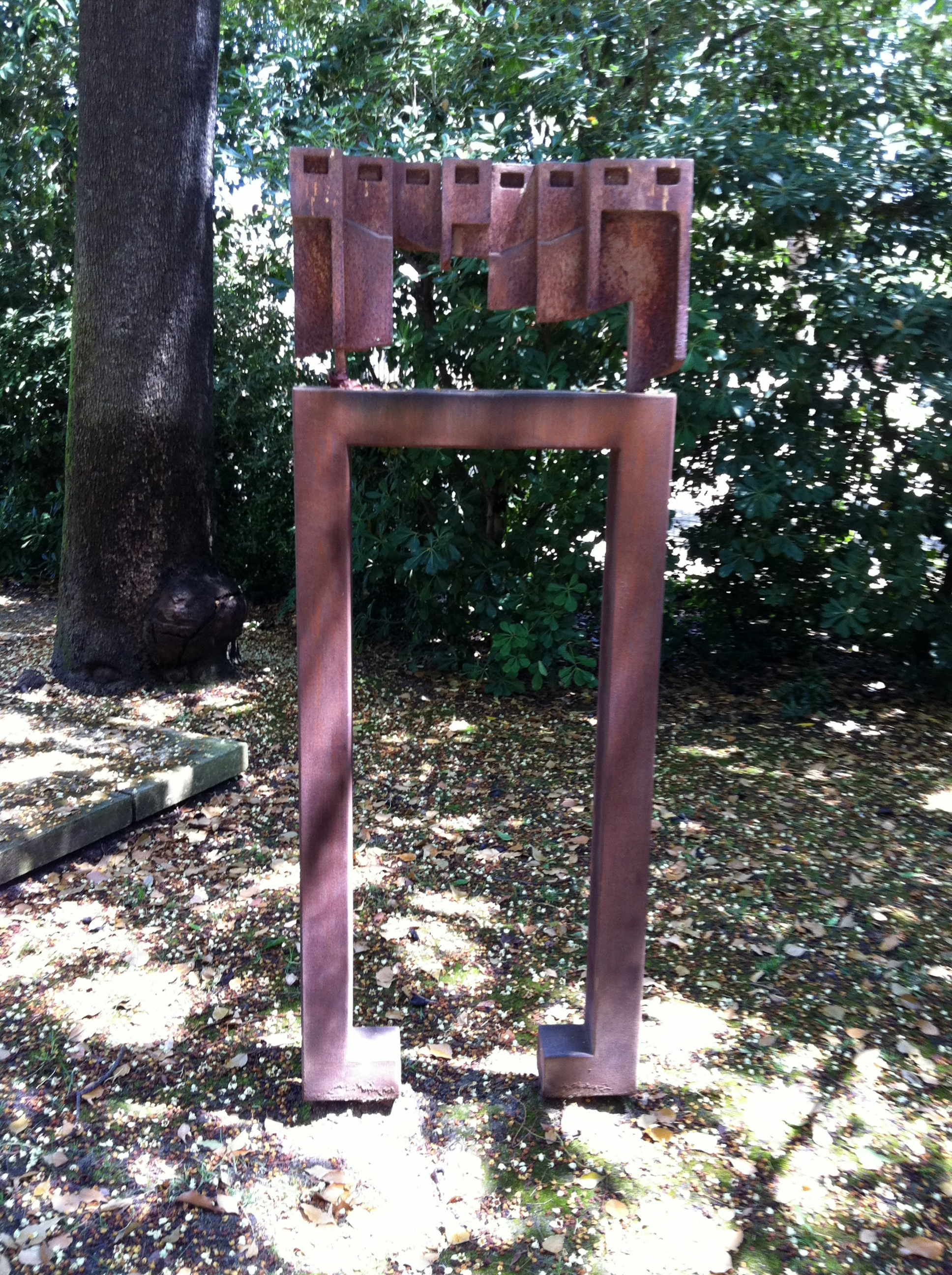
La clase de música, de Cado Manrique.
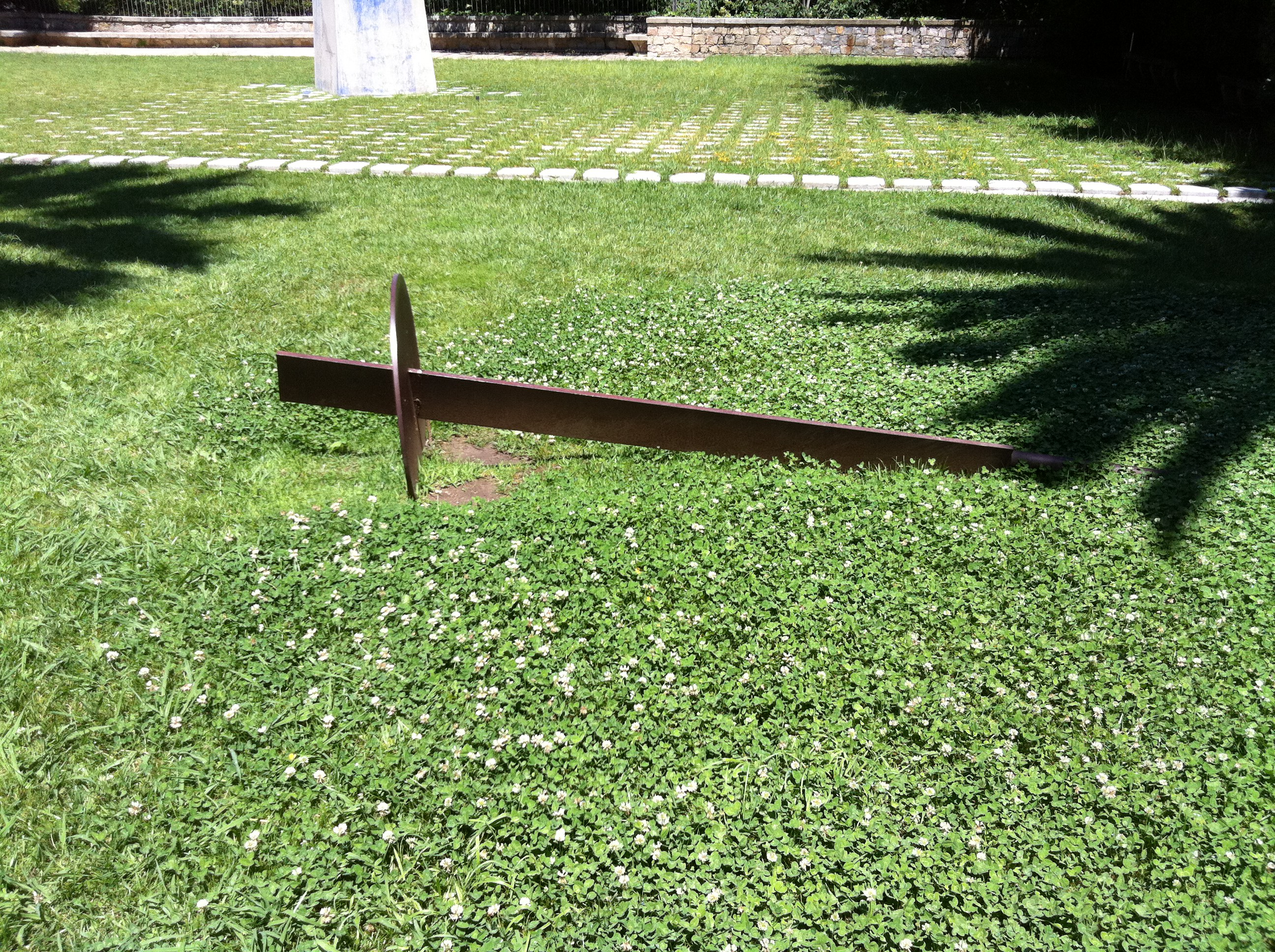
DT, de Sergi Aguilar.